# 해운대여자고등학교
해운대여자고등학교(海雲臺女子高等學校)는 대한민국 부산광역시 해운대구 우동에 있는 사립 고등학교이다.

## 학교 연혁
- 1968년 12월 7일 : 학교법인 대연학원 인가
- 1970년 9월 5일 : 초대 이태규 이사장 취임
- 1981년 11월 1일 : 신축교사 기공
- 1981년 11월 25일 : 설립인가(24학급)
- 1982년 3월 1일 : 초대 박재을 교장 취임
- 1982년 3월 4일 : 개교 및 입학식(8학급 486명 입학)
- 1985년 2월 14일 : 제1회 졸업식(484명 졸업)
- 2021년 3월 2일 : 학생자치활동 중점학교 선정
- 2022년 3월 2일 : 고교학점제 연구학교 선정(2022 ~ 2024)
- 2023년 2월 25일 : 제6대 이문성 이사장 취임
- 2024년 3월 4일 : 제43회 입학식(162명)
- 2024년 12월 26일 : 제41회 졸업식(9학급) 134명, 졸업생 총수 16,578명

## 참고 자료
- 해운대여자고등학교 - 한국교육학술정보원 학교알리미